# Мельбурнська єпархія святих апостолів Петра й Павла УГКЦ
Мельбурнська Єпархія Свв. Апп. Петра і Павла (лат. Eparchia Sanctorum Petri et Pauli Melburnensis Ucranorum, англ. Ukrainian Catholic Eparchy of Saints Peter and Paul of Melbourne) — єпархія Української греко-католицької церкви з осідком у м. Мельбурн (Австралія). Єпархія була заснована 24 червня 1982 року. Територія єпархії охоплює всю Австралію, Нову Зеландію і Океанію. Таким чином, загальна площа Мельбурнської єпархії складає 8 919 530 км2, а чисельність населення — близько 41 000 000 осіб. Беручи до уваги географічне розташування, територія Мельбурнської єпархії розташована на материку Австралія та островах Океанії, а отже із усіх сторін омивається водами Тихого та Індійського океанів, Коралового та Тасманського морів.

## Історія
Слідом за Українською греко-католицькою церквою в Україні, Польщі та Центральній Азії, Мельбурнська єпархія святих апостолів Петра і Павла вирішила провести календарну реформу. Згідно з декретом владики Миколи Бичка від 22 березня 2023 року, з 1 вересня 2023 року УГКЦ в Австралії та Океанії повністю переходить на григоріанський календар, включно з рухомими святами, на відміну від УГКЦ в Євразії.
24 березня 2023 року єпископ Микола заявив, що основний намір календарної реформа УГКЦ в Австралії й Океанії — бути в єдності з Католицькою церквою загалом, і з УГКЦ зокрема. Єпископ Микола наголосив, що зміняться лише дати, натомість традиції святкування українців Австралії залишаться незмінними:
|  | Цей крок тяжкий, можливо, болісний для деяких парафіян. Але ми, як єпархія, що входить до складу УГКЦ, були зобов’язані також зробити цей крок, щоб жити в єдності. Щиро зізнаюся, що для мене це рішення [про календарну реформу в Україні] було шоком. Як єпископ, я не очікував, що воно буде прийняте так швидко. Дуже часто в це люди закладали певною мірою політичний, а не духовний зміст. Бо для багатьох зараз стоїть питання максимально відірватися від Росії, від Московії. І це вони вважають основним напрямом і в церковному житті, щоб не мати спільного Різдва з Росією. З одного боку, це добре. З іншого — зміна календаря має значно глибше духовне коріння. Це не лише Різдво і Пасха, а більші зміни. |

## Парафії

### Парафії
- Мельбурн (штат Вікторія) — катедральний храм;
- Ардір (штат Вікторія);
- Джилонг (штат Вікторія);
- Лідкомб, Сідней (штат Новий Південний Уельс);
- Ньюкасл (штат Новий Південний Уельс);
- Канберра (Австралійська столична територія);
- Вейвіл (штат Південна Австралія);
- Вудвіл (штат Південна Австралія);
- Брисбен (штат Квінсленд);
- Перт (штат Західна Австралія).

### Місії
- Водонга (штат Вікторія);
- Нобл-Парк (штат Вікторія);
- Вуллонгонг (штат Новий Південний Уельс);
- Квінбіен (штат Новий Південний Уельс);
- Нортгем (штат Західна Австралія);
- Дарвін (штат Північна Територія)
- Гобарт (штат Тасманія);
- Окленд (Нова Зеландія);
- Крайстчерч (Нова Зеландія);
- Веллінгтон (Нова Зеландія).

## Духовенство
Згідно із статистичними даними за 2022 рік, Мельбурнська єпархія святих апостолів Петра і Павла налічує 7046 вірних, які об’єднані навколо 10 парафіяльних осередків та 10 місій. Загалом душпастирське служіння для цих вірних здійснюють 19 священиків та 4 диякони. Окрім цього, в єпархії присутні богопосвячені особи: 11 сестер-монахинь.

## Правлячий архієрей
Правлячим архієреєм Мельбурнської єпархії святих апостолів Петра і Павла від 12 липня 2021 року є преосвященний владика Микола Бичок.

## Катедральний храм
Катедральним храмом Мельбурнської єпархії є собор Святих Апостолів Петра і Павла у м. Мельбурн (Австралія). 

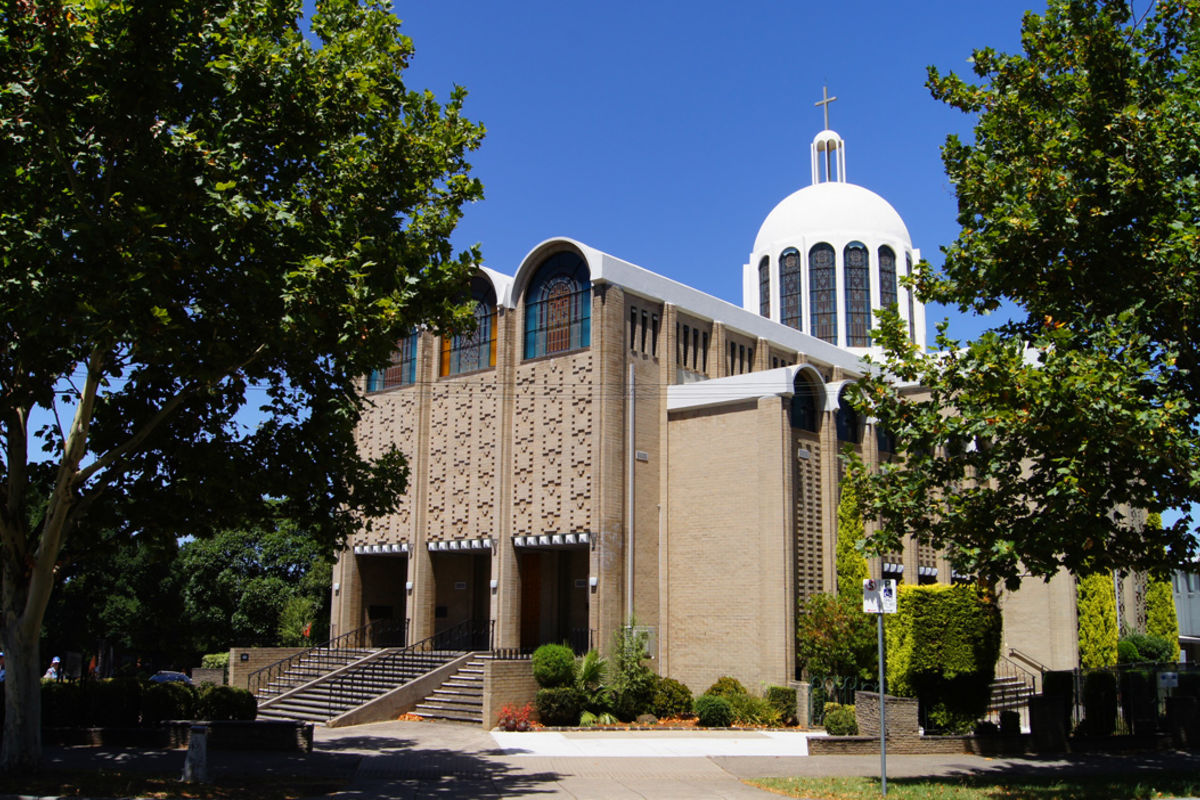
Катедральний храм Мельбурнської єпархії у м. Мельбурн

## Відпустові місця та чудотворні ікони
25 вересня 2014 року впродовж свого пастирського візиту в Австралію та Нову Зеландію глава УГКЦ архієпископ Святослав Шевчук проголосив храм Святого Володимира Великого у м. Канберра (Австралія) паломницьким місцем для українців греко-католиків, що живуть в Австралії. Окрім цього, Блаженніший Святослав передав до храму Святого князя Володимира мощі священномученика Володимира Прийми, у 2013 році в Страдчі було проголошено покровителем мирян УГКЦ.

## З історії єпархії
Єпархія розпочала свою історію 10 травня 1958 року як Апостольський екзархат для українців візантійського обряду в Австралії, Новій Зеландії та Океанії. Першим Апостольським екзархом став Преосвященний владика Іван Прашко.
Екзархат був піднесений 24 червня 1982 року до рівня єпархії з осідком у м. Мельбурн (Австралія) та єпархом Мельбурнським Преосвященним владикою Іваном Прашком. Оскільки в Мельбурні на той час вже існувало архієпископство Римо-Католицької Церкви, і канонічно не прийнято існування двох єпископів з ідентичною назвою, тодішній екзархат отримав назву «Мельбурнська єпархія святих апостолів Петра і Павла». Владика Іван Прашко здійснював своє архієрейське служіння до 16 грудня 1992 року, подавши зречення із уряду, досягнувши віку емеритури. Його наступником у цей же день став Преосвященний владика Петро Стасюк, який і здійснює це служіння до сьогодні.
Варто також пригадати, що у 1986 році із пастирським візитом в Австралії перебував Блаженніший Мирослав-Іван Любачівський, тодішній Отець і Глава Української Греко-Католицької Церкви.

## Список Єпархів
Апостольським екзархом та/або обраним Українським Єпархом Святих Петра і Павла Мельбурнських було призначено наступних осіб : 
| Порядок | Ім'я             | Титул                                           | Дата інтронізації   | Завершення служіння | Термін служіння   | Причина завершення служіння          |
| ------- | ---------------- | ----------------------------------------------- | ------------------- | ------------------- | ----------------- | ------------------------------------ |
| 1       | Іван Прашко †    | Апостольський екзарх Австралії;                 | 10 травня 1958 року | 24 червня 1982 року | 24 роки 45 днів   | Призначення на Єпарха Мельбурнського |
| 1       | Іван Прашко †    | Єпарх Мельбурнський, титулярний єпископ Зигріса | 24 червня 1982 року | 16 грудня 1992 року | 10 років 175 днів | Пенсія                               |
| 2       | Петро Стасюк ЧНІ | Єпарх Мельбурнський                             | 16 грудня 1992 року | 15 січня 2020 року  | 27 років 30 днів  | Пенсія                               |
| 3       | Микола Бичок ЧНІ | Єпарх Мельбурнський                             | 15 січня 2020 року  |                     |                   |                                      |

## Символіка та значення герба єпархії
Щит напіврозтятий і напівскошений обабіч; у правому синьому полі – золота 7-променева зірка над трьома срібними хвилястими балками; у лівому срібному – червоний хрест із такими ж облямівками; у нижньому зеленому – скошені навхрест золоті ключ, борідкою вгору праворуч, і меч, руків’ям додолу.
Семипроменева Зірка Співдружності і хвилясті смуги вказують на Австралію, Нову Зеландію та Океанію; червоний облямований хрест у срібному полі є фігурами герба Мельбурна, а ключ і меч є атрибутами Свв. Петра і Павла, що символізують назву катедрального храму єпархії. Відповідно до усталеної системи, щит увінчано золотою митрою з червоним підкладом і розміщено на покладених навхрест золотих процесійному хресті та єпископському жезлі, внизу – панагія. Єпископська митра, жезл, процесійний хрест і панагія вказують, що це герб церковної територіальної одиниці – єпархії.